# Sedering
Sedering (från latinets sedativum) är en allmän term för lugnande och ångestdämpande läkemedelsbehandling.

## Kirurgi
Sedering kan ske i samband med mindre kirurgiska ingrepp, varvid man utöver lokalbedövning i området som ska opereras, även tillför lugnande läkemedel. Ofta sker sedering intravenöst, men även annan tillförsel kan vara aktuell som exempelvis lugnande tablett inför vissa undersökningar.
Kraftfulla grader av sedering kan förekomma, varvid sederingen närmar sig narkos och kan därför kräva extra övervakning gällande sederingsgrad, luftväg, syresättning, samt övervakning av hjärta och blodtryck.

## Psykiatri
En annan form av sedering är när en patient i psykiatrin har ett akut farligt beteende och därför ges en lugnande injektion.

## Palliativ vård
En speciell form av sedering förekommer vid mycket svårt sjuka så kallade palliativa patienter med svåra symtom som inte kan behandlas på annat sätt. Exempelvis vid mycket svårbehandlad smärta i livets slutskede kan det (utöver smärtbehandling) vara aktuellt med palliativ sedering (äldre liknande benämningar har varit lindrande sömn och terminal sedering).